# 불지른 남자
《불지른 남자》는 이강백의 작품이다. 1980년대에 광주미문화원에 불을 질렀던 정재현이 10년 넘게 형을 살고 나와 세상을 돌아보는 일종의 순회극이다. 군사정권이 물러가고 문민정부가 들어섰으니 세상이 좋아졌다고 이구동성이다. 그러나 재현이 둘러본 오늘의 세상은 10년 전 그가 미문화원에 불을 질렀던 때와 전혀 다름이 없다. 재현은 옛 동지들을 만나보지만 그들은 세상이 변했음을 오히려 더 과장되게 주장하면서 일상의 안일 속으로 잠겨 들어간다. 그러면서 그들은 군사문화를 상징하는 폭탄주를 매일 마신다. 그들이 말하는 변화의 거짓됨과 거짓에 앞장선 자신들의 변절을 잊고자 함이다.  재현의 종말이 매우 충격적이다. 친구의 양로원에 식사보조원으로 취직한 그는 치매증을 앓고 있는 노인들에게 밥을 먹여주다가 오히려 그들에게 맞아 죽는다. 외세의 지배를 당하던 때가 더 좋았다고 회상하는 노인들의 잘못된 시각을 고쳐주려다가 변을 당한 것이다. 작가는 노인들의 치매와 우리들의 건망증을 동일시한다. 10년 전 그가 사회를 향해 의식의 불을 켜기 위하여 불을 질렀지만, '우리는 세상이 바뀌었다고 기분을 내면서 불지른 남자를 잊었다. 그가 오랫동안 갇혀 있던 망각으로부터 우리에게 돌아왔을 때 우리는 냉담하였고, 그의 과거 행위를 비난하였으며, 그를 조롱하다가 끝내 그가 죽은 줄도 몰랐다. 그러나 죽은 재현은 천국에서 다시 우리를 위해 성냥불을 켠다.'  이강백은 가장 주관적인 연극양식인 표현주의적 기법과 극구성을 적용하면서 흑백논리에 의한 인물설정의 결함을 극복했다.